# Бургенер, Александер
Александер Бургенер (нем. Alexander Burgener; 10 января 1845 года, Швейцария, Зас-Фе — 8 июля 1910 года, Швейцария, Эйгер) — швейцарский горный гид и альпинист. Совершил ряд восхождений и первых восхождений в Альпах и на Кавказе во второй половине XIX века. Погиб неподалёку от хижины Бергли на восточных склонах Эйгера в результате схода лавины.

## Биография
Александер Бургенер родился 10 января 1845 года в Зас-Фе, Швейцария, в семье Франца Бургенера и Анны-Марии Кальберматтен. В возрасте 20 лет он провёл первый тур как профессиональный горный гид, сопровождая доктора Дюби и его компаньонов в восхождениях на вершины Миттагхорн и Маттвальдхорн.
Александер достаточно быстро стал известным горным гидом в регионе и начал сотрудничать с сильными альпинистами своего времени, которые высоко ценили его профессиональные качества, и называли одним из лучших, если не лучшим, гидом, который полностью оправдывает свою хорошую репутацию.
В августе 1870 года, сопровождая английского альпиниста Клинтона Дента совместно с портером Францем Бургенером, он совершил первое восхождение на вершину Ленцшпитце. В следующем году он продолжил работать с Клинтоном, и им удалось совершить первое восхождение на вершину Портьенграт (3654 метра, рядом с долиной Зас-Фе). 5 сентября 1872 года Дент и Бургенер, объединив усилия с альпинистом Джорджем Пассингхэмом и гидами Фердинандом Имсенгом и Францем Анденматтеном, совершили первопрохождение юго-восточного ребра Цинальротхорна по маршруту, который впоследствии стал классическим маршрутом восхождения на вершину.
Одной из самых сложных вершин, которые оставались непройденными к тому времени, оставался массив Дрю с вершинами Пти-Дрю и Гран-Дрю. В течение 10 лет Дент и Бургенер предприняли 18 неудачных попыток взойти на них, когда, наконец, 12 сентября 1878, с 19-го раза им удалось совершить первое восхождение на более высокую вершину массива Гран-Дрю (совместно с альпинистом Джеймсом Хартли и гидом Каспаром Маурером).
Начиная с конца 1870-х годов, Бургенер начал сотрудничество с известным английским альпинистом конца XIX века Альбертом Маммери. Вместе с Бургенером, Маммери совершил первые серьёзные восхождения, включая первое восхождение по гребню Цмутт Маттерхорна 3 сентября 1879 года (вместе с гидами Августином Джентинетта и Иоганном Петрусом), первое восхождение на Дюрренхорн (7 сентября 1879 года, совместно с альпинистом Уильямом Пенхоллом и гидом Фердинандом Имсенгом), первое восхождение на Эгюий-Де-Гран-Шармо (3445 метров) 15 июля 1880, первое прохождение стены Шарпуа вершины Эгюий-Верт в 1881 году и первое восхождение на технически очень сложную вершину Эгюий-дю-Грепон (с уровнем лазания 5.7 по классификации UIAA) в том же году.

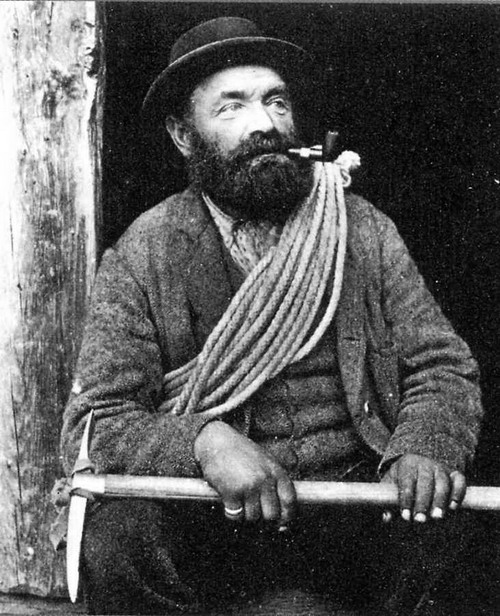
Александер Бургенер

В июле 1883 года Бургенер, совместно с горным гидом Клеменцем Перреном, сопровождая австрийского альпиниста Морица фон Куффнера, совершили первое восхождение по северному ребру вершины Пиц-Глюшен (3594 метра) в очень тяжёлых погодных условиях. Сотрудничество Бургенера и Куффнера продолжалось до 1899 года, с перерывами только в 1884 и 1886 годах, когда Александер уезжал в экспедиции на Кавказ.
В июле-августе 1883 года Бургенер и немецкий альпинист Карл Шульц совершили ряд восхождений в Бернских Альпах, включая первое восхождение на вершину Заттельхорн 26 августа 1883 года.
В 1884 и 1886 годах Александер Бургенер принял участие в экспедициях на Кавказ, в рамках которых он совершил первое восхождение на Мамисон и третье восхождение на Эльбрус в группе с венгерским путешественником и альпинистом Морисом Деши в 1884 году. В 1886 году Бургенер сопровождал Клинтона Дента и Уильяма Донкина при их первом восхождении на вершину Гестола в районе Безенги. В 1885 году, между этими экспедициями, Александер Бургенер и Мориц фон Куффнер совершили первое восхождение на Лаггинхорн по новому маршруту.
В 1887 году Александер Бургенер совершил первое восхождение по ребру Фронтье на Мон-Моди. В этом же году Бургенер и Маммери совершили первое восхождение на Тешхорн по Тойфельсграту. В сентябре 1887 года Александер Бургенер, сопровождая английского альпиниста Оскара Эккенштейна, совершил первое восхождение на вершину Дом по юго-западной стене. Два года спустя, в 1889 году, Александер Бургенер и Бовклер совершили первое восхождение на вершину Стаффельхорн.
В 1890-х годах Александер Бургенер снизил активность по прохождению новых маршрутов, сделав, однако, несколько примечательных восхождений. В 1894 году Александер Бургенер, К. Симон и Алоис Поллингер совершили первое зимнее восхождение по гребню Хёрнли вершины Маттерхорн. В этом же году он совершил первые восхождения на вершины Пунта-Гарин (3448 метров) и Пунта-Лавина (3308 метров) по новым маршрутам. В 1899 году Бургенер и Мартин Шохер прошли новый маршрут на восточную вершину горы Пиц-Палю.
Последние 10 лет своей жизни Александер Бургенер продолжал работать горным гидом в Альпах. Александер Бургенер погиб 8 июля 1910 года, когда он и его группа, включая его сыновей Адольфа и Александера, а также работника хижины, который вышел их встречать, попали под лавину неподалёку от хижины Бергли на восточных склонах Эйгера. Выжить удалось только его младшему сыну Александеру и одному из альпинистов, Фрицу Браванду.